# 미슈콜츠구

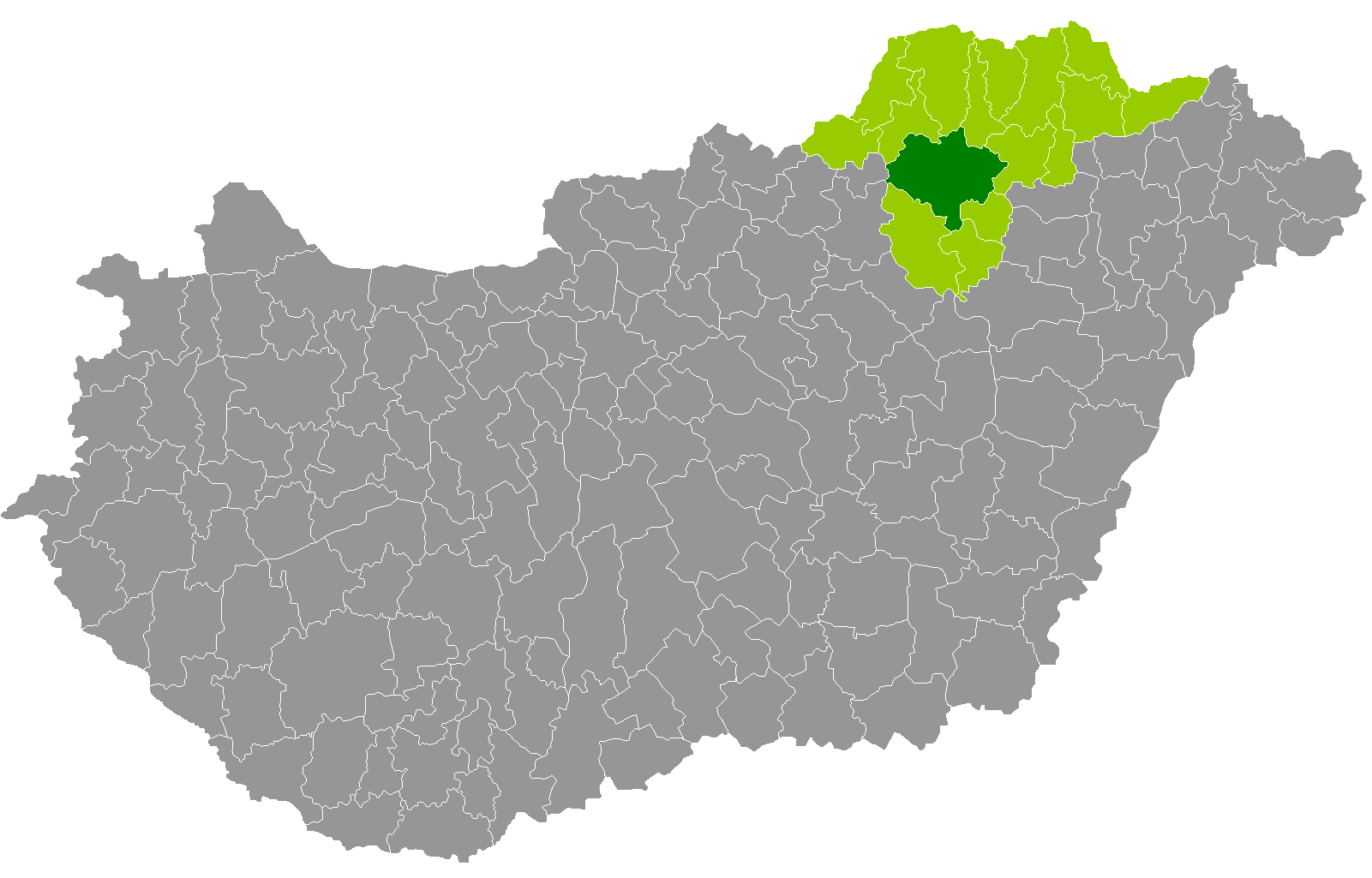
보르쇼드어버우이젬플렌주 지도에 표시된 미슈콜츠구의 위치

미슈콜츠구(헝가리어: Miskolci járás)는 헝가리 보르쇼드어버우이젬플렌주에 위치한 구로 구청 소재지는 미슈콜츠이며 면적은 972.80km2, 인구는 250,530명(2011년 기준), 인구 밀도는 258명/km2이다.
북쪽으로는 커진츠버르치커구, 에델레니구, 식소구, 동쪽으로는 세렌치구, 티서우이바로시구, 남쪽으로는 메죄차트구, 남서쪽으로는 메죄쾨베슈드구, 서쪽으로는 에게르구, 헤베시주 벨러파트펄버구와 접한다. 39개 지방 자치체(1개 도시주, 6개 시, 32개 마을)를 관할한다.

구기
구 문장